# Ezequiel Solana Ramírez
Ezequiel Solana Ramírez (Villarijo, Sòria, 10 d'abril de 1863 - Madrid, 1931) va ser un pedagog, humanista, publicista i poeta espanyol.
Als setze anys va obtenir el títol de mestre superior a l'Escola Normal de Mestres de Sòria, on havia arribat becat per la Diputació Provincial de Sòria. Ja com a mestre a Saragossa, va començar a estudiar Filosofia i Lletres, alhora que dirigia la revista El Magisterio Aragonés. Es traslladà a Madrid, on prosseguí els seus estudis universitaris i alhora dirigí l'Escola número 1 de Madrid. Des de 1885 va ser coproprietari de la revista El Magisterio Español, que va dirigir fins a la seva mort.
Són nets seus Luis i Javier Solana Madariaga.

## Obres
- Cervantes educador (1900)
- El trabajo manual en las escuelas primarias (1903)
- Curso completo de pedagogía (1920)
- Vida y fortuna o arte de bien vivir: páginas dedicadas a los obreros (1925)
- Las memorias de Pepito: Cuartillas d'un escolar, corregidas por su maestro (1926)
- Invenciones e inventores (1948)
- Lecciones de cosas (1963)